# 오키스기촌
오키스기촌(沖杉村)은 이시카와현 노미군에 있던 촌이다. 현재의 고마쓰시 중심부의 동쪽에 해당한다.

## 역사
- 1889년 4월 1일 - 정촌제 시행에 의해 노미군 오키스기촌이 성립하였다.
- 1907년 8월 5일 - 소노에촌의 일부, 오키스기촌이 합병해 시라에촌이 성립하였다.

## 교통

### 철도
구촌에 호쿠리쿠 철도 고마쓰선 와카스기역・가가야와타역・사사키역이 소재하지만 당시엔 미개업

## 참고문헌
- 角川日本地名大辞典 17 石川県